# Banisteriopsis martiniana
Banisteriopsis martiniana är en tvåhjärtbladig växtart som först beskrevs av Adrien Henri Laurent de Jussieu, och fick sitt nu gällande namn av José Cuatrecasas. Banisteriopsis martiniana ingår i släktet Banisteriopsis och familjen Malpighiaceae. Utöver nominatformen finns också underarten B. m. subenervia.